# Містоутворююче підприємство
Містоутворююче (містотворче) підприємство — підприємство в містах чи селищах міського типу, кількість працівників яких (з урахуванням членів їхніх родин) становить не менше половини населення адміністративно-територіальної одиниці, на території якої вони розташовані.

## Характеристики
Містоутворюючі підприємства тісно пов'язані з мономістами, які розбудовують навколо виробничих об'єктів для розселення робітників. У таких поселеннях містотворчі функції панують над містообслуговчими: слабко розвинута невиробнича інфраструктура, її планування залежить від особливостей робочого процесу.
Із середини XX століття по всьому світові формується система взаємодії містоутворюючих підприємств і міст. Якщо раніше для фабрик була характерною монопрофільна спеціалізація, то в цей період розвиток промисловості вже потребував створення науково-освітніх центрів. У мономістах відкривали дослідницькі інститути та наукові організації. Під поняттям «містоутворююче підприємство» почали розуміти не лише окремі заводи й фабрики, але й спеціалізовані комплекси. У цей же період містоутворюючі підприємства почали брати участь у формуванні соціального сектору: за їхньої допомоги створювали будинки культури, театри, музеї, бібліотеки. Органи місцевого самоврядування опинилися цілком залежними від керівництва містоутворюючого підприємства, а міський бюджет — від економічної ситуації на виробництві.
Містоутворююче підприємство впливає прямо й опосередковано на пов'язане із ним мономісто. До опосредкованого впливу відносять допоміжні виробничі структури, які паралельно функціонують самостійно. Наприклад, ремонтні, транспортні, будівельні бюро можуть отримувати приватні замовлення. Така практика сприяє економічному зростанню, розмиває зв'язок мономіста й заводу. Пряма взаємодія проявляється в реалізації економічних і соціальних функцій в місті. Фабричне керівництво забезпечує умови життя населення. Наприклад, у Радянському Союзі об'єкти комунального господарства та житлові комплекси зазвичай перебували на балансі підприємств. Після переходу до ринкової економіки видатки на утримання соціальної інфраструктури включили в собівартість продукції містоутворюючих підприємств, що зробили її неконкурентноспроможною.
Традиційно містоутворюючі підприємства слугували для вирішення державних завдань. Їхня продукція може бути реалізована на локальному, обласному, міжрегіональному, загальнодержавному та міжнародному рівнях. Однак для більшості властива орієнтація на державні джерела попиту. Унаслідок цього ситуація на виробництві сильно залежить від макрофакторів (світових криз, експорту, інформатизації виробництва тощо). Експерти відзначають у таких заводів ознаки «нідерландської хвороби». Розвиток науки та технологізація в постіндустріальному суспільстві негативно впливають майже на всі монопоселення та їхні містоутворюючі підприємства.
Державна підтримка неконкурентноспроможних містоутворюючих підприємств зазвичай неефективна, випадки її застосування у світовій практиці обмежені. Для виходу із кризового стану влада разом із керівництвом підприємств розробляють стратегії з диверсифікації мономіст, модернізації виробництва, створенні наукомістких центрів.

## Класифікація
Містоутворюючі підприємства розрізняють на виробничі та невиробничі. До першої групи належать промислові (підприємства легкої, нафтогазової, хімічної, лісової, харчової, вугільної промисловості, машинобудування, чорної та кольорової металургії) та інфраструктурні об'єкти (електростанції). До невиробничих належать науково-дослідницькі центри та ЗАТО, інфраструктурні об'єкти (транспортні вузли).
Юридично містоутворюючі підприємства можуть належати державі чи комерційним структурам. У першому випадку керівництво фабрик традиційно більш соціально відповідальне перед жителями й отримує пряме державне фінансування. У мономістаах з комерційними містоутворюючими підприємствами ситуація залежить від функціональних особливостей виробництва. Корпорації більше зацікавлені у високому рівні життя в поселеннях, де зосереджені базові активи. Міста, де розташована другорядна інфраструктура, одержують менше дотацій. Ситуація погіршується, якщо штаб-квартира корпорації розташована за межами мономіста. У цьому разі інтереси місцевого самоврядування можуть не збігатися з політикою компанії взагалі.
Добробут в мономістах безпосередньо залежить від ситуації в містоутворюючих підприємствах, яких розрізняють три типи: відносно благополучні (підприємства ВПК, нафто- та газовидобувні фабрики), малоперспективі (інвестиційно привабливі фабрики, придатні до зміни власника й перепрофілювання виробництва), неперспективні (перебувають у найбільш жалюгідному стані). За іншою класифікацією вирізняють заводи з невідворотною та відворотною кризою. У першому випадку мономісто майже не має перспектив розвитку. У другому — містоутворююча фабрика зазнає тимчасових труднощів, які здатна вирішити адекватна державна підтримка.
Залежно від структури виробництва вирізняють три типи мономіст:
- До монофункціональних міст належать поселення з обмеженою кількістю підприємств. Формально вони можуть належати до різних галузей, але взаємопов'язані єдиним виробничим ланцюгом або обслуговують єдиний ринок.
- У моногалузевих містах діє декілька підприємств провідної містоутворюючої галузі.
- Моноцентричними називаються міста з єдиним містоутворюючим заводом.